# Volt Deutschland
Volt Deutschland (kurz Volt) ist eine politische Partei in Deutschland. Sie wird als sozialliberal, progressiv und europäisch-föderalistisch eingeordnet.
Die Kleinpartei wurde als erster nationaler Ableger der 2017 gegründeten Vereinigung Volt Europa gegründet, welche im September 2021 in 29 Ländern aktiv war, davon in 16 offiziell als Partei registriert. Volt Deutschland gewann bei der Europawahl in Deutschland 2019 erstmals ein Mandat, das von Damian Boeselager wahrgenommen wurde, und schloss sich der Grüne/EFA-Fraktion im Europäischen Parlament an. Bei der Europawahl in Deutschland 2024 erzielte die Partei drei Mandate. Neben Boeselager zogen auch Nela Riehl und Kai Tegethoff ein. Auf kommunaler Ebene gewann sie insbesondere in Großstädten mehrfach Mandate und koaliert unter anderem in München, Köln, Bonn, Osnabrück, Frankfurt am Main, Darmstadt und Wiesbaden mit anderen Parteien.
Der Name der Partei ist der internationalen elektrischen Maßeinheit Volt nachempfunden, um einen einheitlichen und in ganz Europa verständlichen Begriff zu verwenden, der „neue Energie“ für Europa sowie Schnelligkeit und Effizienz des Teams versinnbildlichen soll.

## Inhaltliches Profil

### Entwicklung durch Volt Europa
Nach seiner Gründung wurden für den Dachverband Volt Europa die „5+1 Challenges“ verabschiedet. Diese sind in jedem Land prinzipiell dieselben, können aber unterschiedlich umgesetzt werden. Die +1-Herausforderung ist identisch für alle Länder: Ihr Ziel ist die Reform und die Stärkung der Europäischen Union. Das bald darauf beschlossene europäische Grundsatzprogramm Mapping of Policies dient als Grundlage für die Erstellung aller Volt-Programme der Volt-Mitgliedsstaaten. Zu den Europawahlen 2019 trat Volt Europa schließlich mit dem aus dem europäischen Grundsatzprogramm abgeleiteten Wahlprogramm, der Amsterdam-Declaration, gleichzeitig in mehreren Ländern an. Seither wurde das Mapping of Policies um mehrere Dokumente erweitert. Zusammen mit dem Mapping of Policies bilden diese thematisch begrenzten Dokumente das sogenannte Policy Portfolio, aus dem sich alle nationalen, regionalen und lokalen Programme ableiten.
Volt Deutschland stellte am 22. Dezember 2020 auf der Grundlage des Mapping of Policies das auf Deutschland angepasste Grundsatzprogramm vor und entwickelte später daraus das Wahlprogramm für die Bundestagswahl 2021. Nach Medienberichten orientiert sich das Programm an dem Best-Practices-Ansatz.

### Programmatik von Volt Deutschland

#### Europapolitik
Volt positioniert sich grundsätzlich proeuropäisch und setzt sich für den Ausbau der Zuständigkeiten der Europäischen Union ein. Ziel von Volt ist eine „europäische Republik“. Um den Herausforderungen zu begegnen, sei jedoch eine Reform der Europäischen Union notwendig, die bei den Organen und Institutionen beginnen soll. Volt fordert ein reformiertes Wahlrecht und mehr Kompetenzen für das Europäische Parlament.

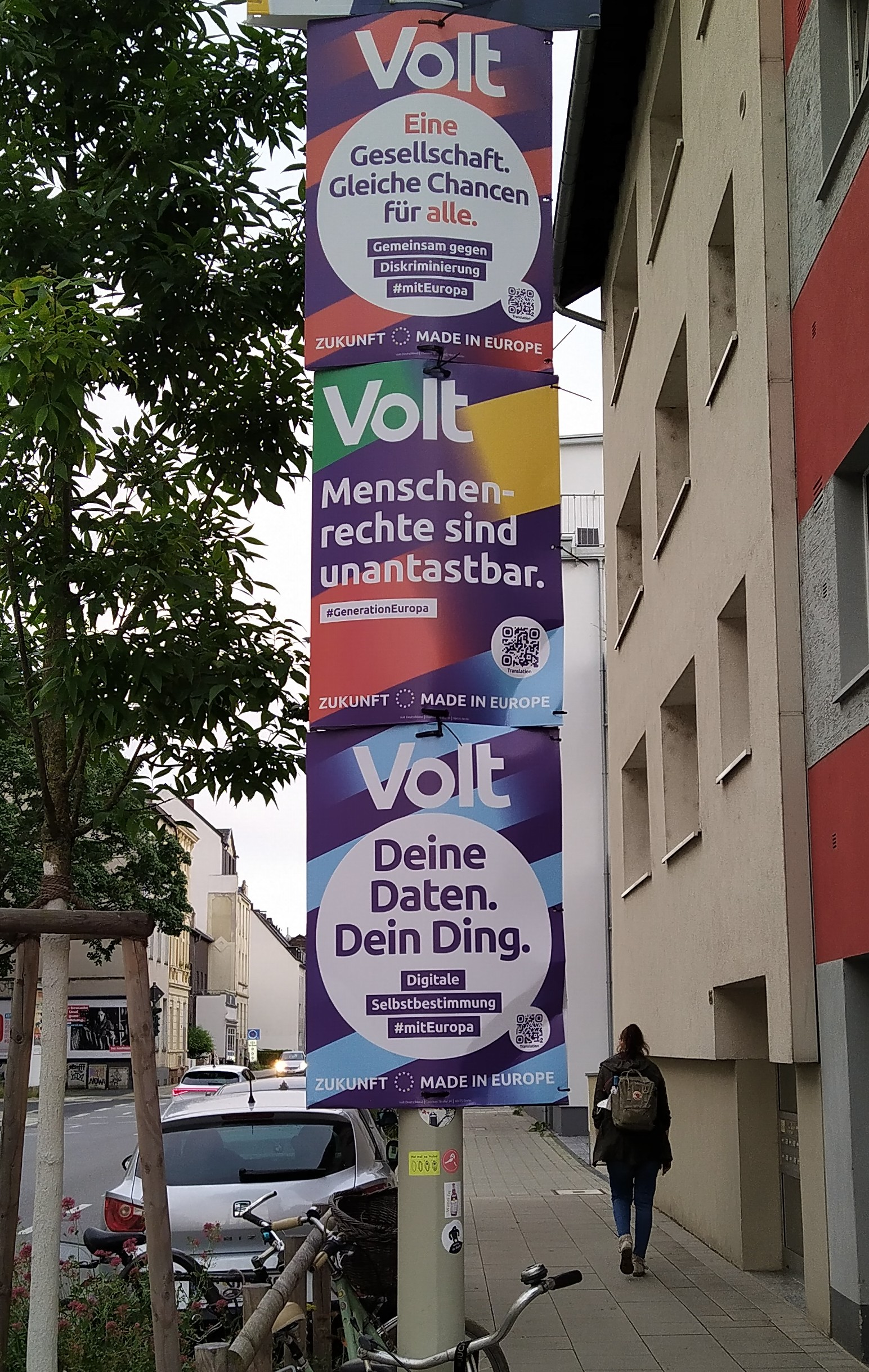
Wahlplakate Bundestagswahl 2021

#### Klimapolitik
Nach Volt soll Deutschland bis 2035 CO2- und bis 2040 klimaneutral werden. Die Strategie der Partei besteht in einer ganzheitlichen Herangehensweise, die sie als sozial-liberale Transformation begreift. Für Volt ist das Thema Klimapolitik ein Querschnittsthema. Der Partei ist es wichtig, dass Klimapolitik sozial verträglich gestaltet wird und die Wirtschaft sowohl ökonomisch als auch ökologisch nachhaltig aufgestellt wird. Um das Ziel einer umfassenden Dekarbonisierung zu erreichen, fordert die Partei einen Anstieg des CO2-Preises. Am Ende der ganzheitlichen Transformation solle eine Kreislaufwirtschaft stehen. Die Partei betont die Bedeutung des sozialen Zusammenhalts im Zuge der Transformation hin zur Klimaneutralität.

#### Digitalpolitik
Bei der Digitalpolitik setzt sich Volt für einen flächendeckenden Ausbau von Breitbandanschlüssen ein. Ferner soll die Verwaltung konsequent nach dem Vorbild Estlands digitalisiert werden. Dazu plante Volt in seinem Wahlprogramm zur Bundestagswahl 2021 die Einrichtung eines Bundesministeriums für Digitales, dem das Bundesamt für Sicherheit in der Informationstechnik untergeordnet sein soll.
Auf europäischer Ebene spricht sich Volt gegen die Verwendung von Uploadfiltern aus und setzt sich stattdessen für ein einheitliches europäisches Urheberrecht ein. Volt fordert zudem einen sicheren und vorausschauenden Umgang mit künstlicher Intelligenz sowie Ethikrichtlinien für die KI-Forschung und -Nutzung.

#### Sozialpolitik
Volt strebt nach eigener Angabe eine solidarische Gemeinschaft an, in der die soziale Mobilität sowie die Teilhabe am Wohlstand verbessert werden sollen. Dazu sollen soziale Sicherungssysteme geschaffen werden, die Menschen eine gesellschaftliche Teilhabe und individuelle Lebensplanung ermöglichen. Einer der wichtigsten Punkte ist dabei das gemeinwohlorientierte Wirtschaften – so soll auch einer gesellschaftlichen Spaltung entgegengewirkt werden.
Im Wahlprogramm zur Bundestagswahl 2025 fordert Volt die Einführung eines existenzsichernden Grundeinkommens, welches als negative Einkommenssteuer ausgestaltet werden soll. Dadurch sollen bestehende Sozialleistungen ersetzt werden, um den Sozialstaat effizienter zu gestalten. Das Grundeinkommen würde als negative Einkommensteuer ohne Beantragung ausgezahlt werden.

Der Arbeitsmarkt ist nach Volt zu bürokratisch, enthält unklare rechtliche Regelungen, setzt falsche Anreize und bietet keine Absicherung. Die Partei will daher neue Rahmenbedingungen schaffen und Anstellungsverhältnisse verbessern. Volt will das Bildungssystem zu großen Teilen reformieren.

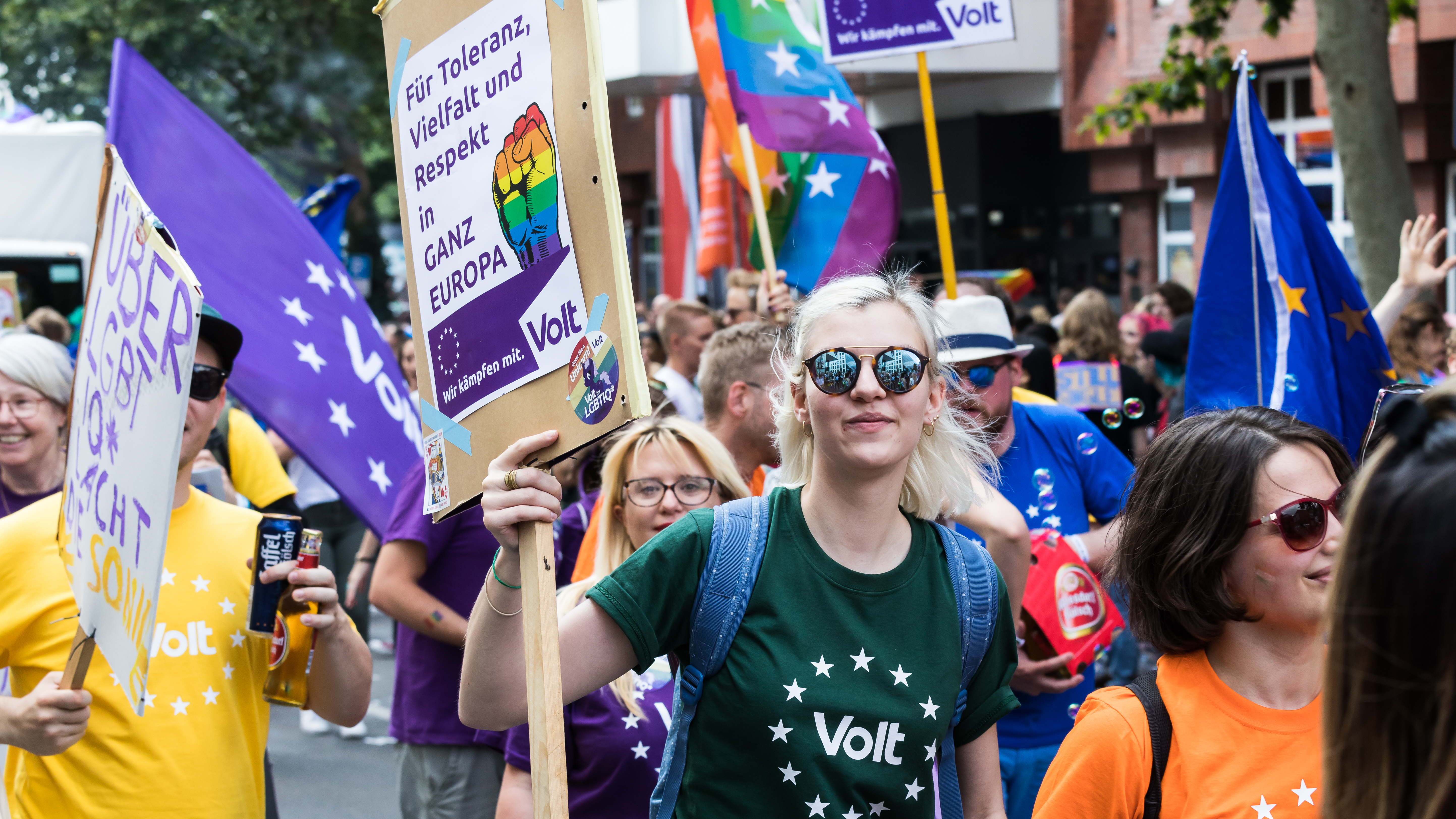
Volt beim CSD in Köln 2019

Die Partei ist gegen jegliche Form der Diskriminierung und fordert direkte Unterstützung für Betroffene, Inklusion von Menschen mit Behinderung und Maßnahmen, um gegen Rassismus und Antisemitismus vorzugehen.
Volt fordert eine progressive Asyl- und Einwanderungspolitik, die das Menschenrecht auf Asyl respektiert, konsequent umsetzt und transparente Regelungen für Einwanderungen findet. Die Partei möchte die EU in diesem Bereich weiterentwickeln und eine gemeinsame Asylpolitik etablieren. Eine progressive Migrationspolitik soll dafür Sorge tragen, dass Migration menschenwürdig gestaltet wird und Flüchtlinge ihre Teilhabechancen verbessern können.

#### Wirtschafts- und Finanzpolitik
Volt sieht die Klimakrise und wachsende soziale Ungleichheit als größte Gefahren für Europa und Deutschland an. Deshalb vereint Volt in seiner Wirtschaftspolitik grüne, liberale und soziale Elemente. Selbsterklärtes Ziel ist eine „ökologisch-soziale und ökonomisch-nachhaltige Wirtschaft“, eine „nachhaltige und generationengerechte Marktwirtschaft […], die in der Dekarbonisierung, im Unternehmertum und in der Digitalisierung Chancen statt Hindernisse sieht.“
Auf europäischer Ebene will die Partei die Steuersysteme der EU harmonisieren, um so den innereuropäischen Steuerwettbewerb zu reduzieren.
Volt setzt sich für die Entlastung kleiner und mittlerer Einkommen ein. Bürokratie müsse abgebaut und Unternehmenssteuersätze „in Richtung eines mittleren europäischen Niveaus“ gesenkt werden. Im Gegenzug sollen dafür größere Einkommen höher besteuert werden, ebenso wie Kapitalerträge. Zusätzlich solle die Erbschaftssteuer umfassend reformiert werden.
Im Wahlprogramm zur Bundestagswahl 2025 fordert Volt unter anderem eine Erhöhung des steuerlichen Grundfreibetrags, eine Reform der Umsatzsteuer (beispielsweise Nullsteuersatz auf Grundnahrungsmittel), eine progressive Erbschafts- und Vermögenssteuer, sowie eine moderate Erhöhung des Spitzensteuersatzes.
Volt fordert eine Erhöhung der deutschen Verteidigungsausgaben auf mindestens 3 % des BIP, um die Modernisierung und gleichberechtigte Partnerschaft innerhalb der EU und NATO zu fördern.
Im Kampf gegen Steuervermeidung und -kriminalität sollen einerseits Schlupflöcher geschlossen und Strafrahmen erhöht, andererseits illegale Steuerrückzahlungen durch Modelle wie Cum-Ex und CumCum verstärkt eingetrieben werden. Zuständige Institutionen würden ausgebaut, die internationale Zusammenarbeit verstärkt.
Im Bereich der Unternehmen sollen einerseits die Unternehmenssteuern auf den Durchschnitt der OECD-Länder angepasst werden, um faire Wettbewerbsbedingungen für deutsche Unternehmen im internationalen Vergleich zu erzielen. Andererseits soll eine EU-Mindestkörperschaftsteuer die Steuervermeidung innerhalb der EU reduzieren. Um private Investitionen anzuregen, würden steuerliche Abschreibungsmöglichkeiten geboten. Die Rolle des Staates als Risikokapitalgeber soll ausgebaut werden, zum Beispiel durch gezielte Subventionen sowie Investitionsprämien.

#### Gesundheitspolitik
Im Bereich der Gesundheitspolitik fordert Volt eine gemeinsame Krankenversicherung für alle, einschließlich verbeamteter Erwerbstätiger und Selbständiger. Zunächst auf nationaler, langfristig auf europäischer Ebene. Kranken- und Pflegeversicherung werden zur Vereinfachung fusioniert. Das Vergütungssystem für medizinische Leistungen soll vereinheitlicht, Vorhaltefinanzierungen eingeführt werden. Unnötige und möglicherweise schädliche Überversorgung durch kommerzielle Anreize sowie Unterversorgung durch Terminverknappung wird bekämpft.

## Geschichte

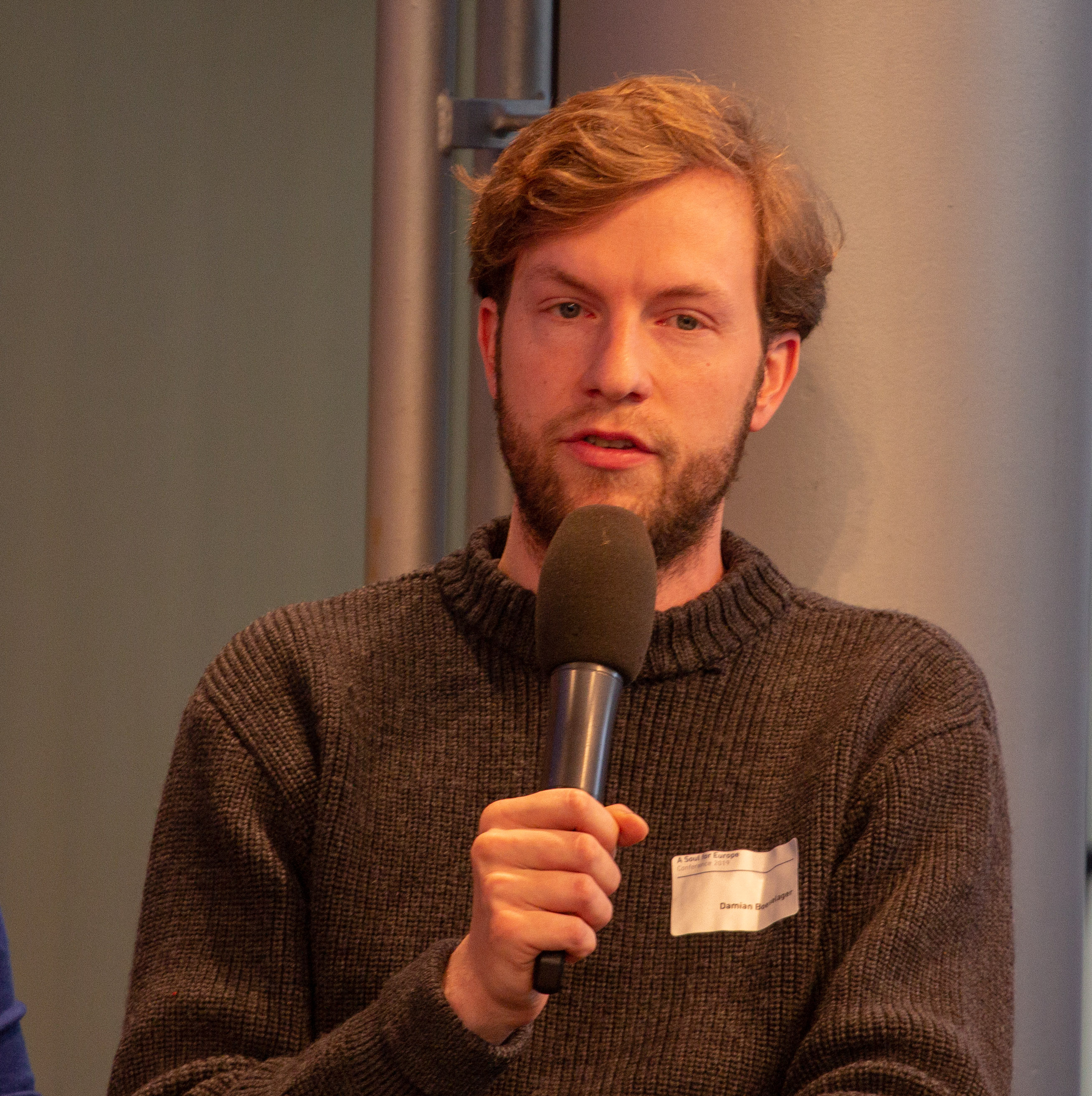
Damian Boeselager 2019

### Gründung und Europawahl 2019 (2017 bis 2019)
Am 29. März 2017, dem Tag, an dem das Vereinigte Königreich nach Artikel 50 des Vertrages über die Europäische Union den Austrittsantrag einreichte, wurde in Luxemburg der gemeinnützige Verein Vox Europa gegründet. Am 19. Juni 2018 wurde der Name in Volt Europa geändert. Nach Gründung des Dachverbandes mussten nationale Parteien gegründet werden, um an Wahlen teilnehmen zu können. Am 3. März 2018 wurde Volt Deutschland in Hamburg als Partei gegründet. Als erster Landesverband wurde Ende 2019 Volt Hamburg gegründet. Bis April 2021 folgten Verbände in den 15 anderen Ländern, sodass Volt Deutschland seitdem flächendeckend in Landesverbänden organisiert ist. Im September 2021 war Volt Europa in 29 Ländern aktiv, davon in 16 offiziell als Partei registriert.
Bei der Europawahl 2019 traten die nationalen Volt-Parteien erstmals zu Wahlen in acht EU-Mitgliedsstaaten an. Volt Deutschland konnte in Deutschland 0,7 % der Stimmen auf sich vereinen und ein Mandat erzielen. Dieses wurde von Damian Boeselager wahrgenommen.

### Kommunalwahlen und Bundestagswahl 2021 (2019 bis 2023)
Volt zog bei verschiedenen Kommunalwahlen in die Parlamente großer und mittelgroßer Städten ein. So ist man an den Stadträten in München, Köln, Frankfurt am Main, Bonn, Osnabrück, Darmstadt und Wiesbaden beteiligt. Mit der Wahl von Eileen O’Sullivan, zur Dezernentin für Digitalisierung in Frankfurt im September 2021, besetzte die Partei erstmals ein höheres Amt. Im selben Monat wurde Holger Klötzner in Darmstadt zum Dezernenten für Schule und Digitalisierung gewählt. Im Juli 2023 folgte Maral Koohestanian in Wiesbaden, ebenfalls für Digitalisierung.
Bei der Bundestagswahl am 26. September 2021 erhielt Volt Deutschland 0,2 % der Erststimmen und 0,4 % der Zweitstimmen und scheiterte somit an der Fünf-Prozent-Hürde. Ebenfalls wurde das Quorum für die staatliche Parteienfinanzierung von 0,5 % nicht erreicht.
Im September 2023 zog eine Volt-Kommunalpolitikerin und Fraktionsreferentin im Rat der Stadt Köln bei der Aufstellungsversammlung für die Europawahl 2024 mit einem KZ-Vergleich viel Kritik auf sich und trat daraufhin als stellvertretende Vorsitzende von Volt in Köln zurück und erstattete Selbstanzeige. Die Partei verurteilte den Vorfall scharf und kündigte an, weitere Schritte zu prüfen und alle Mittel auszuschöpfen.

### Europawahl 2024 und Bundestagswahl 2025 (seit 2024)
Bei der Aufstellungsversammlung im Oktober 2023 wurde eine Gruppe von 30 Kandidierenden für die Europawahl 2024 gewählt. Die Liste wurde von einem Spitzenquartett, bestehend aus Damian Boeselager, Nela Riehl, Kai Tegethoff und Rebekka Müller, angeführt. Bei einer Versammlung in Brüssel am 7. April 2024 gab Volt Europa bekannt, nach der Europawahl mit Grüne/EFA und Renew über ihren Beitritt zu verhandeln und ihre Mitglieder darüber abstimmen zu lassen. Bei dieser Abstimmung wurde mit 87 % der Stimmen der Beitritt zur Fraktion Grüne/EFA beschlossen.
Bei der Wahl erzielte Volt in Deutschland insgesamt 2,6 % der Stimmen und somit drei Mandate. Bei den 16- bis 24-jährigen Wählern konnte die Partei sogar 9 % der Stimmen erzielen.
Bei den am selben Tag stattfindenden Hamburger Bezirksversammlungswahlen kandidierte Volt in fünf Bezirken. Auf die Partei entfielen zwischen 5,1 und 6,1 %, dies ergab jeweils drei Mandate in den fünf Bezirken.
Im November 2024 wurde Maral Koohestanian, Dezernentin in Wiesbaden, als Spitzenkandidatin der Partei für die Bundestagswahl 2025 nominiert. Am 6. Januar 2025 wurde das Programm für die anstehende Bundestagswahl veröffentlicht.
Volt konnte in allen Bundesländern die notwendigen Unterstützungsunterschriften sammeln und wurde überall zur Wahl zugelassen. Volt erhielt Ende 2024 eine Spende in Höhe von einer Million Euro von Thadaeus Friedemann Otto.

## Übersicht über die Wahlergebnisse von Europa-, Bundes- und Landtagswahlen
|      | Europa | Bund  | NW    | BY    | BW    | NI    | HE    | RP    | SN    | BE    | SH    | BB        | ST    | TH    | HH    | MV    | SL    | HB    |
| ---- | ------ | ----- | ----- | ----- | ----- | ----- | ----- | ----- | ----- | ----- | ----- | --------- | ----- | ----- | ----- | ----- | ----- | ----- |
| 2019 | 0,70 % |       |       |       |       |       |       |       | n. a. |       |       | n. a.     |       | n. a. |       |       |       | n. a. |
| 2020 |        |       |       |       |       |       |       |       |       |       |       |           |       |       | 1,3 % |       |       |       |
| 2021 |        | 0,4 % |       |       | 0,5 % |       |       | 1,0 % |       | 1,1 % |       |           | n. a. |       |       | n. a. |       |       |
| 2022 |        |       | 0,6 % |       |       | 0,5 % |       |       |       |       | 0,3 % |           |       |       |       |       | 0,6 % |       |
| 2023 |        |       |       | 0,3 % |       |       | 1,0 % |       |       | 0,9 % |       |           |       |       |       |       |       | 2,0 % |
| 2024 | 2,60 % |       |       |       |       |       |       |       | n. a. |       |       | 0,9 % (a) |       | n. a. |       |       |       |       |
| 2025 |        | 0,7 % |       |       |       |       |       |       |       |       |       |           |       |       | 3,2 % |       |       |       |

|       | Einzug ins Parlament                |
| fett  | bestes Ergebnis zu dieser Wahl      |
| n. a. | nicht angetreten                    |
| n. D. | nur mit Direktkandidaten angetreten |

## Politische Einordnung
Parteienforscher Uwe Jun von der Universität Trier ordnet Volt dem sozialliberalen Spektrum zu: „Es fehlen vor allem konservative Positionen.“ Die Partei wird als „föderal-europäisch, progressiv und sozialliberal“ bezeichnet.
Dorothée de Nève, Politikwissenschaftlerin an der Universität Gießen, attestiert Volt, besonders eine jüngere und gebildete Wählerschaft anzusprechen, der Europa wichtig ist.
Volt stoße mit seinem Programm und dem Fokus auf das Thema Europa in eine politische Lücke, befindet der Münchner Politikwissenschaftler Edgar Grande. Bisher sei Europa insbesondere von EU-Skeptikern thematisiert worden. Auch das sonstige Programm sei ein „sehr ernstzunehmender Versuch, einen Wertekatalog für eine progressive Bewegung des 21. Jahrhunderts zu erstellen.“
Der Sozialforscher Andreas Herteux betrachtet die Partei nicht primär als linke Bewegung, sondern attestiert einen liberalen Paternalismus, der primär auf post-materiellen, kosmopolitischen und neo-ökologischen Vorstellungen beruhe. Er weist auch auf inhaltliche Schnittmenge zu den Grünen hin.
Der Politikwissenschaftler Wolfgang Schroeder, Inhaber des Lehrstuhls für das politische System der Bundesrepublik der Universität Kassel, bezeichnete Volt als „Shootingstar unter den neuen kleinen Parteien“, sagte jedoch auch: „Ich sehe gar kein programmatisches Potenzial für Volt, das von den anderen Parteien gar nicht erfasst würde. Ihre Themen werden von anderen Parteien abgedeckt, insofern gibt es im klassischen Sinne keine Repräsentationslücke; vielleicht am ehesten eine Stillücke.“
Die Deutsche Vereinigung für Politikwissenschaft verortet Volt gesellschaftspolitisch als progressiv, in der Wirtschafts- und Sozialpolitik als moderat links. Es fällt allerdings auf, dass Volt auf dem Feld der Handelspolitik eine ebenso freihandelsorientierte Ausrichtung hat wie sonst nur die FDP. Dies unterscheidet die Partei von allen anderen, somit auch den linkeren Parteien SPD, Grüne und Linke, mit denen sie sonst (z. B. in den Bereichen Umverteilung und Klimaschutz) einiges gemeinsam hat.
Die Partei selbst bezeichnet sich als „progressiv, pragmatisch, paneuropäisch“, sowie als „evidenz- und wissenschaftsbasiert“.

## Organisation
Die Organisationsstruktur von Volt Deutschland gleicht denen der übrigen Parteien in Deutschland. Besonderheiten in der Organisationsstruktur lassen sich auf den paneuropäischen Charakter zurückführen, aus dem sich eine transnationale Partizipations- und Organisationsstruktur ergibt, welche insbesondere beim Formulieren politischer Positionen und Programme zum Tragen kommt. Der Bundesverband setzt sich aus dem Bundesvorstand und einem Bundesfinanzrat zusammen. Auf Bundesparteitagen werden sowohl der Vorstand als auch ein Schiedsgericht sowie ein Rechnungsprüfer gewählt.
Die Partei teilt sich weiterhin in Landesverbände auf und trat zur Bundestagswahl 2021 erstmals in allen Bundesländern mit einer Landesliste an.
Im Juli 2024 wird die Kandidatensuche für die Landtagswahl in Nordrhein-Westfalen und in Hamburg sowie für die kommende Bundestagswahl bundesweit mit dem befristeten Aufruf „Next Generation Politics“ beworben. Mögliche Interessenten sollen dort in einem Online-Formular persönliche Daten und weitere Informationen zur eigenen Bewerbung eingeben, wobei Vertraulichkeit und eine zeitnahe Löschung der Daten nach Projektende zugesichert wird. Der im Hintergrund genutzte Online Service wird über Google Formulare realisiert und eine Registrierung bei Google vorausgesetzt.

### Unvereinbarkeitsbeschlüsse
Volt hat so genannte Unvereinbarkeitsbeschlüsse gefasst, womit sie Personen mit antisemitischen, antizionistischen, antidemokratischen oder verfassungswidrigen Sichtweisen vom Beitritt ausschließt. Zudem verbietet sie eine Zusammenarbeit mit Organisationen, die durch antisemitische, antizionistische, antidemokratische, kontrafaktische oder verfassungswidrige Sichtweisen und Handlungen auffallen. Die Partei grenzt sich damit von Links- wie Rechtsextremismus ab und hat wiederholt die Zusammenarbeit anderer Parteien mit der AfD verurteilt.

### Volt Europa

Karte der Verbände von Volt Europa

Volt Deutschland ist Teil des europäischen Dachverbands Volt Europa. Dieser besteht aus nationalen Organisationen und Parteien aus insgesamt 31 Ländern und trat mit einem einheitlichen Wahlprogramm zur EU-Wahl 2019 an.

### Parteivorstand
Die Vorsitzenden sind seit Mai 2025 Luca Loreen Kraft und Alast Mojtahed Najafi. Stellvertreter sind Victoria Fridau, Loreen Reemen, Kai Stricker (bereits Mitglied des Vorstands seit Juni 2023) und Jan Langbehn. Schatzmeister ist Frank Oldenburg.

### Mitglieder
Die Parteimitglieder von Volt Deutschland sind häufig „jüngeren und mittleren Alters, gut gebildet [sowie] international vernetzt“, wobei die meisten (~70 %) vor ihrem Beitritt nicht politisch aktiv waren. Die Partei hat laut eigenen Angaben ca. 10.000 Mitglieder in Deutschland (Stand Februar 2025).

### Finanzen
| Einnahmen von Volt (EUR)                                        | 2020       | 2019       |
| --------------------------------------------------------------- | ---------- | ---------- |
| aus Mitgliedsbeiträgen                                          | 188.503,18 | 82.217,09  |
| aus Mandatsträgerbeiträgen und sonstigen regelmäßigen Einnahmen | 6.528,18   | 2.000,00   |
| aus Spenden von natürlichen Personen                            | 270.625,87 | 364.241,37 |
| aus Spenden von juristischen Personen                           | 26.665,51  | 41.312,65  |
| aus Unternehmenstätigkeiten und Beteiligungen                   | 0          | 0          |
| aus sonstigem Vermögen                                          | 0          | 0          |
| aus Veranstaltungen, Vertrieb und sonstigen Tätigkeiten         | 5.298,15   | 42.944,82  |
| aus staatlichen Mitteln                                         | 377.536,47 | 51.735,08  |
| aus sonstigen Einnahmen                                         | 1.976,18   | 378,80     |
| Gesamt                                                          | 877.133,54 | 584.829,81 |

Der Rechenschaftsbericht von Volt weist für 2018 Einnahmen von rund 53.056 Euro auf. Diese bestanden zu 16,5 % aus Mitgliedsbeiträgen, 60 % aus Spenden von natürlichen Personen, 11,3 % von juristischen Personen sowie 12,2 % von Veranstaltungen, Vertrieb von Druckschriften und Veröffentlichungen und sonstiger mit Einnahmen verbundener Tätigkeit. Dabei gab es keine Spende, die 4.000 Euro übertraf.
2019 weist der Rechenschaftsbericht Einnahmen von rund 584.830 Euro auf. 14,1 % entfielen dabei auf Mitgliedsbeiträge, 62,2 % auf Spenden von natürlichen Personen, 7,1 % von juristischen Personen sowie 7,3 % auf Einnahmen von Veranstaltungen, Vertrieb von Druckschriften und Veröffentlichungen und sonstiger mit Einnahmen verbundener Tätigkeit. Dazu kommen erstmals Einnahmen aus staatlichen Mitteln, die einen Anteil von 8,9 % ausmachen. Insgesamt erhielt die Partei 2019 fünf Spenden über 10.000 Euro, darunter erstmals eine Großspende von dem Unternehmer Christian Burchard Max Oldendorff über 95.000 Euro. Damit erschien die Partei erstmals in der Statistik für Großspender.
2020 machten laut Rechenschaftsbericht Mitgliedsbeiträge 21,5 % aus. 30,9 % entfielen auf Spenden natürlicher Personen, 3 % auf juristische Personen, 0,7 % auf Mandatsträgerbeiträge, 0,6 % auf Einnahmen von Veranstaltungen, Vertrieb von Druckschriften und Veröffentlichungen und sonstiger mit Einnahmen verbundener Tätigkeit. 43 % der Einnahmen entfielen auf staatliche Mittel. Insgesamt beliefen sich die Einnahmen der Partei auf rund 877.133 Euro.
Volt Deutschland veröffentlicht gemäß ihrer Spenden- und Transparenzleitlinien alle Spenden über 3.000 Euro, als Einzelspende oder in Form mehrerer Spenden über das Jahr hinweg aufsummiert, binnen 15 Werktagen auf ihrer Website.

### Parität
Innerhalb der Partei wird sehr viel Wert auf Parität gelegt. Dabei ist vor allem die paritätische Besetzung abwechselnd nach Geschlechtern gemeint. Sämtliche Vorstände und Teams sind daher immer weiblich/divers und männlich/divers besetzt, sofern entsprechende Kandidaturen erfolgt sind.
Kandidierendenlisten der Partei sind stets abwechselnd männlich/divers und weiblich/divers besetzt. Eine Kandidierendenliste wird in der Regel geschlossen, wenn keine Besetzung nach diesem Schema mehr möglich ist. Auch die Delegiertenlisten für die Delegiertenparteitage auf Bundesebene sollen de jure paritätisch besetzt sein.

## Landesverbände
Volt Deutschland ist bundesweit in zahlreichen lokalen Teams organisiert, die mit der Ausnahme weniger ausgegründeter Kreisverbände keine rechtlich eigenständigen Organisationseinheiten bilden. Die Städteteams sind dem jeweiligen Landesverband zugeordnet.
|  | Landesverband          | gegründet      | Vorsitzende                                     | Ergebnis Landtagswahl | Ergebnis der Europawahl 2019 | Ergebnis der Bundestagswahl 2021 (Zweitstimmen) | Ergebnis der Europawahl 2024 | Ergebnis der Bundestagswahl 2025 (Zweitstimmen) |
|  | ---------------------- | -------------- | ----------------------------------------------- | --------------------- | ---------------------------- | ----------------------------------------------- | ---------------------------- | ----------------------------------------------- |
|  | Baden-Württemberg      | Juli 2020      | Jenny Maahs, Oliver Barz                        | 0,5 % (2021)          | 0,7 %                        | 0,3 %                                           | 2,5 %                        | 0,8 %                                           |
|  | Bayern                 | Februar 2021   | Waetschie Wittmann, Lilly König                 | 0,3 % (2023)          | 0,7 %                        | 0,3 %                                           | 2,4 %                        | 0,6 %                                           |
|  | Berlin                 | August 2020    | Philipp Meyer, Victoria Borrell-Alvarez         | 0,9 % (2023)          | 1,2 %                        | 0,6 %                                           | 4,8 %                        | 0,9 %                                           |
|  | Brandenburg            | März 2021      | Maria Seidlitz, Martin Franke                   | 0,9 % 2024 (b)        | 0,5 %                        | 0,3 %                                           | 1,6 %                        | 0,7 %                                           |
|  | Bremen                 | März 2021      | Christin Grützner-Stallmann, Andreas Nickolaus  | 2,0 % (2023)          | 0,7 %                        | 0,4 %                                           | 4,7 %                        | 1,1 %                                           |
|  | Hamburg                | Oktober 2019   | Kira Kristin Junge, Jacob Schoo                 | 3,2 % (2025)          | 1,2 %                        | 0,5 %                                           | 6,0 %                        | 1,5 %                                           |
|  | Hessen                 | August 2020    | Carina König, Kasimir Nimmerfroh                | 1,0 % (2023)          | 0,7 %                        | 0,6 %                                           | 3,3 %                        | 0,9 %                                           |
|  | Mecklenburg-Vorpommern | April 2021     | David Vorpahl, Laura Sophie Müller              | –                     | 0,4 %                        | 0,2 %                                           | 1,3 %                        | 0,6 %                                           |
|  | Niedersachsen          | September 2020 | Joana Zahl, Jannik Kronemeyer                   | 0,5 % (2022)          | 0,5 %                        | 0,3 %                                           | 2,2 %                        | 0,6 %                                           |
|  | Nordrhein-Westfalen    | Oktober 2020   | Nancy Meyer, Markus Blümke                      | 0,6 % (2022)          | 0,7 %                        | 0,4 %                                           | 2,8 %                        | 0,7 %                                           |
|  | Rheinland-Pfalz        | Juli 2020      | Alexandra Barsuhn, Ron-David Röder              | 1,0 % (2021)          | 0,6 %                        | 0,5 %                                           | 2,2 %                        | 0,8 %                                           |
|  | Saarland               | März 2021      | Denise Rieth, Erik Hoffmann                     | 0,6 % (2022)          | 0,4 %                        | 0,7 %                                           | 1,7 %                        | 0,6 %                                           |
|  | Sachsen                | März 2021      | Kevin Schellenberger                            | –                     | 0,6 %                        | 0,3 %                                           | 1,8 %                        | 0,6 %                                           |
|  | Sachsen-Anhalt         | April 2021     | Clara Schmidt, Lucas Kemmesies                  | –                     | 0,5 %                        | 0,2 %                                           | 1,3 %                        | 0,6 %                                           |
|  | Schleswig-Holstein     | April 2021     | Kim Christin Holzmann, Christian Schweckendieck | 0,3 % (2022)          | 0,6 %                        | 0,2 %                                           | 2,5 %                        | 0,9 %                                           |
|  | Thüringen              | Februar 2020   | Jasmin Wiggers, Dan Woldeyesus                  | –                     | 0,4 %                        | 0,3 %                                           | 1,3 %                        | 0,5 %                                           |

## Kontroverse
Vor der Bundestagswahl 2025 rief Campact dazu auf, keine Kleinparteien zu unterstützen. Als Reaktion veröffentlichte Volt einen offenen Brief, in dem Campact Desinformation, irreführende Behauptungen und ein Verschweigen der Realität vorgeworfen werden.